# Campionatele europene de gimnastică feminină din 1975
Campionatele europene de gimnastică feminină din 1975, care au reprezentat cea de-a zecea ediție a competiției gimnasticii artistice feminine a "bătrânului continent", au avut loc în orașul Skien din Norvegia.

## Scurtă caracterizare a acestei competiții
Capitala României, orașul București, a fost gazda primei ediții a acestei prestigioase competiții continentale, care a coincis, pentru foarte mulți ani, datorită valorii mondiale a gimnasticii europene, cu replica sa mondială.
Primul succes de amploare al gimansticii românești al anilor 1970 s-a datorat cuplului antrenorilor Márta Károlyi și Béla Károlyi, fiind realizat în anul 1975, la Skien, la această a zecea ediție a Campionatelor Europene de gimnastică feminină, când Nadia Comăneci a câștigat toate probele cu excepția solului, fiind secondată excelent de Alina Goreac, care a cucerit bronzul la sărituri și bârnă.

## Medaliatele pe probe

### Scurtă prezentare
Campionatele europene de gimnastică feminină din 1975, au avut loc la Skien, Norvegia. A fost cea de-a zecea ediție a acestei competiții, care începuse 18 ani mai devreme, în 1957, la București, în România.

### Medalistele
| Event             | Aur                  | Argint                    | Bronz                                 |
| Seniori           |                      |                           |                                       |
| Individual compus | Nadia Comăneci (ROU) | Nellie Kim (URS)          | Annelore Zinke (GDR)                  |
| Sărituri          | Nadia Comăneci (ROU) | Richarda Schmeisser (GDR) | Nellie Kim (URS) · Alina Goreac (ROU) |
| Paralele inegale  | Nadia Comăneci (ROU) | Annelore Zinke (GDR)      | Nellie Kim (URS)                      |
| Bârnă             | Nadia Comăneci (ROU) | Nellie Kim (URS)          | Alina Goreac (ROU)                    |
| Sol               | Nellie Kim (URS)     | Nadia Comăneci (ROU)      | Ludmilla Tourischeva (URS)            |